# Carmelo Morales Gómez
Carmelo Morales Gómez (Castellar del Vallès, 7 luglio 1978) è un pilota motociclistico spagnolo ritiratosi dall'attività agonistica.

## Carriera

### Campionato Spagnolo
Ha partecipato per molti anni nel campionato spagnolo velocità, ottenendo il secondo posto in campionato nella Fórmula Extreme nel 2006 e nel 2007, riuscendo a laurearsi campione spagnolo della categoria nel 2008 e nel 2009.

### Mondiale Superbike
Nel 2007 e 2008 ha preso parte al campionato mondiale Superbike disputando come wildcard in entrambi gli anni la prova disputatasi in Spagna con una Yamaha YZF-R1 del team Laglisse. Nel primo anno ottiene la 14ª posizione in gara che lo fa entrare nella classifica annuale al 30º posto, nel secondo anno non riesce invece ad aggiudicarsi punti iridati.

### Titoli Europei e Moto2
Nel 2008 e nel 2009 si è aggiudicato il titolo europeo della classe Superstock 1000, disputatosi in gara unica ad Albacete.

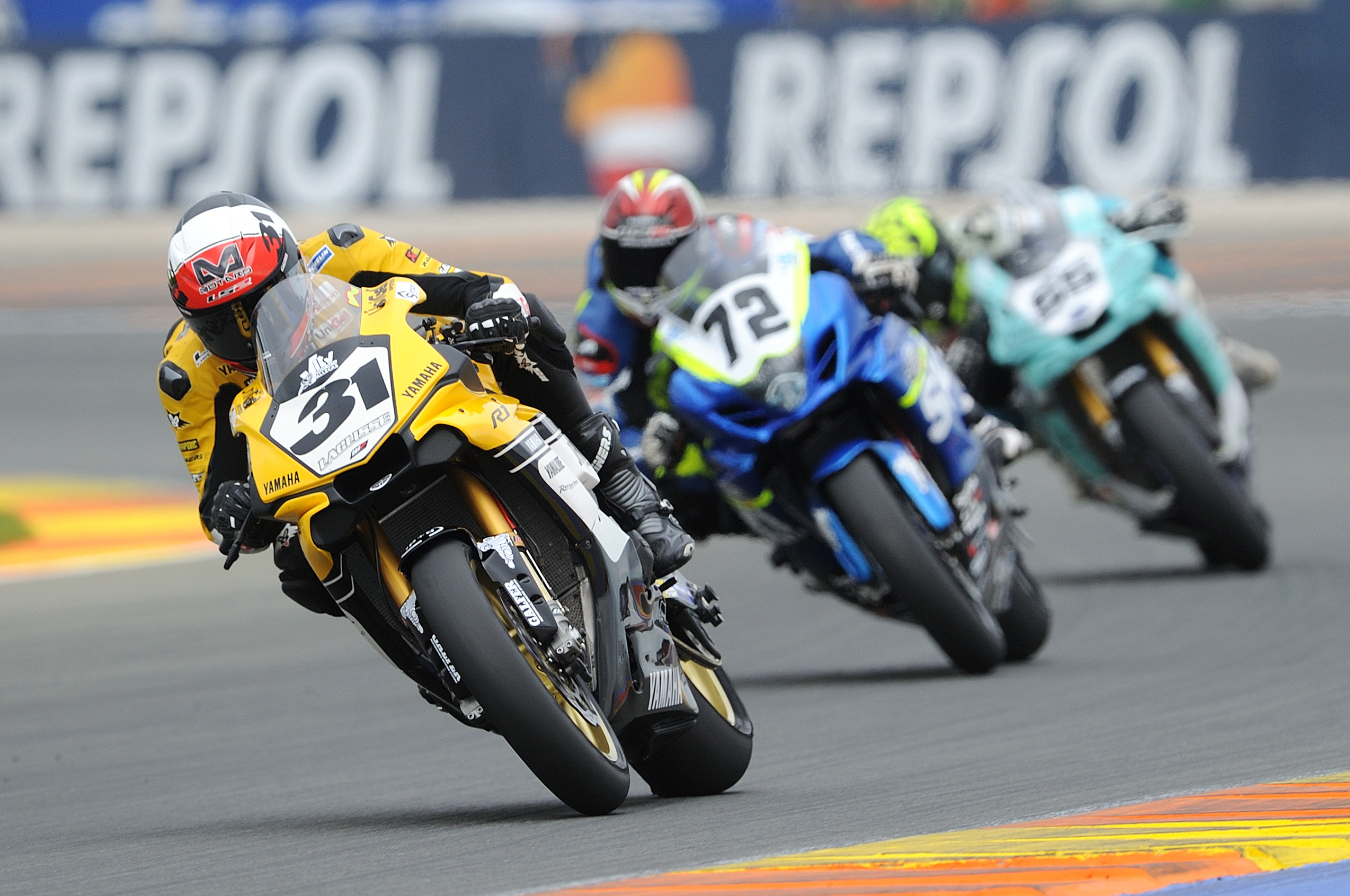
Morales (31) in pista in occasione del Gran Premio della Comunità Valenciana nel Campionato Europeo Velocità 2016.

Nel 2010 vince il campionato spagnolo della classe Moto2, nella stessa stagione partecipa inoltre alla classe Moto2 del motomondiale, correndo il Gran Premio di Catalogna in sostituzione dell'infortunato Axel Pons con la Pons Kalex del team Tenerife 40 Pons; Morales entra nelle cronache per un serio incidente quando, sulla linea del traguardo, tocca la ruota posteriore della moto di Kenny Noyes, finendo al suolo. Tre mesi dopo l'incidente vince sul circuito di Albacete il titolo europeo della Supersport con una Yamaha.
. Dal Gran Premio del Portogallo corre con la Suter MMX del Racing Team Germany, in sostituzione di Kazuki Watanabe. In questa breve parentesi mondiale non ottiene posizionamenti tali da consentirgli di ottenere punti. Nel 2011 viene ingaggiato dal team Desguaces La Torre G22 per correre dal Gran Premio di Catalogna al posto di Raffaele De Rosa. In questa stagione è costretto a saltare i Gran Premi di Germania e Aragona per infortuni.

### Superbike: CEV e ESBK
Nel 2012 vince il campionato spagnolo della classe Stock Extreme, per Morales si tratta del quarto titolo nazionale. Nello stesso anno vince con una Kawasaki il suo quarto titolo Europeo, terzo della sua carriera nella classe Superstock 1000.
Nel 2015 è per la quinta volta campione spagnolo, in questa occasione della classe Superbike. Proprio tale vittoria, ottenuta alla guida di una Yamaha, in virtù del fatto che il campionato spagnolo venne elevato al rango di competizione europea, gli consente di laurearsi campione continentale per la quinta volta. Nel 2016 si conferma campione continentale vincendo otto delle undici prove previste. Nel biennio 2017-2018 vince due ulteriori titolo nazionali Superbike in sella ad una BMW. Nel 2022 annuncia il suo ritiro dalle competizioni.

## Risultati in gara

### Campionato mondiale Superbike
| 2007 | Moto   |  |  |  |  |  |  |     |    |  |  |  |  |  |  |  |  |  |  |  |  |  |  |  |  |  |  |  |  | Punti | Pos. |
| ---- | ------ |  |  |  |  |  |  | --- | -- |  |  |  |  |  |  |  |  |  |  |  |  |  |  |  |  |  |  |  |  | ----- | ---- |
| 2007 | Yamaha |  |  |  |  |  |  | Rit | 14 |  |  |  |  |  |  |  |  |  |  |  |  |  |  |  |  |  |  |  |  | 2     | 30º  |

| 2008 | Moto   |  |  |  |  |     |    |  |  |  |  |  |  |  |  |  |  |  |  |  |  |  |  |  |  |  |  |  |  | Punti | Pos. |
| ---- | ------ |  |  |  |  | --- | -- |  |  |  |  |  |  |  |  |  |  |  |  |  |  |  |  |  |  |  |  |  |  | ----- | ---- |
| 2008 | Yamaha |  |  |  |  | Rit | 25 |  |  |  |  |  |  |  |  |  |  |  |  |  |  |  |  |  |  |  |  |  |  | 0     |      |

| Legenda | 1º posto        | 2º posto            | 3º posto           | A punti      | Senza punti        | Grassetto – Pole position Corsivo – Giro più veloce |
| Legenda | Gara non valida | Non qual./Non part. | Ritirato/Non class | Squalificato | '-' Dato non disp. | Grassetto – Pole position Corsivo – Giro più veloce |

### Motomondiale
| 2010 | Classe | Moto               |  |  |  |  |  |  |     |  |    |  |  |  |  |  |  |  |    |     | Punti | Pos. |
| ---- | ------ | ------------------ |  |  |  |  |  |  | --- |  | -- |  |  |  |  |  |  |  | -- | --- | ----- | ---- |
| 2010 | Moto2  | Pons Kalex e Suter |  |  |  |  |  |  | Rit |  | NE |  |  |  |  |  |  |  | 20 | Rit | 0     |      |

| 2011 | Classe | Moto             |  |  |  |  |    |     |    |    |    |    |     |     |     |  |  |  |  |  | Punti | Pos. |
| ---- | ------ | ---------------- |  |  |  |  | -- | --- | -- | -- | -- | -- | --- | --- | --- |  |  |  |  |  | ----- | ---- |
| 2011 | Moto2  | Moriwaki e Suter |  |  |  |  | 18 | Rit | 20 | 25 | NP | NE | Rit | Rit | Rit |  |  |  |  |  | 0     |      |

| Legenda | 1º posto        | 2º posto            | 3º posto            | A punti      | Senza punti        | Grassetto – Pole position Corsivo – Giro più veloce |
| Legenda | Gara non valida | Non qual./Non part. | Ritirato/Non class. | Squalificato | '-' Dato non disp. | Grassetto – Pole position Corsivo – Giro più veloce |